# Ten Little Niggers
Pour plus de détails, voir Fiche technique et Distribution.
Ten Little Niggers est un téléfilm britannique réalisé par Kevin Sheldon, diffusé le 20 août 1949 sur la BBC. C'est la première adaptation à la télévision d'une œuvre d'Agatha Christie, si l'on exclut les captations de pièces de théâtre.

## Synopsis
L'histoire se déroule lors d'une longue soirée d'août dans la maison de l'île du Nègre quelque part au large de la côte du Devon.

## Fiche technique
Sauf indication contraire, les informations mentionnées dans cette section peuvent être confirmées par la base de données cinématographiques IMDb,  présente dans la section « Liens externes ».
- Titre original : Ten Little Niggers
- Réalisation : Kevin Sheldon
- Scénario : d'après le roman Dix Petits Nègres d'Agatha Christie.
- Décors : Richard R. Greenough
- Production : Kevin Sheldon
- Société de production : British Broadcasting Corporation
- Société de distribution : British Broadcasting Corporation
- Pays d’origine : Royaume-Uni
- Langue originale : anglais
- Format : Noir et blanc — 1,33:1 — Mono
- Durée : 90 minutes
- Date de sortie : Royaume-Uni : 20 août 1949[1]

## Distribution
- Douglas Hurn : Anthony Marston
- Elizabeth Maude : Mrs. Rogers
- Arthur Wontner : Général Mackenzie
- Stanley Lemin : Mr. Rogers
- Margery Brice : Emily Brent
- John Stuart : Dr Edward Armstrong
- Campbell Singer : William Blore
- John Bentley : Philip Lombard
- Sally Rogers : Vera Claythorne
- Bruce Belfrage : Sir Lawrence Wargrave
- Barry Steele : Narracot